# Trapezites
Trapezites es un género de mariposas de la familia Hesperiidae endémico de Australia.

## Diversidad
Existen 18 especies reconocidas en el género

## Plantas hospederas
Las especies del género Trapezites se alimentan de plantas de la familia Lomandroideae. Las plantas hospederas reportadas incluyen los géneros Acanthocarpus y Lomandra.